# نوزومی باندو
نوزومی باندو (انگلیسی: Nozomi Bando؛ زادهٔ ۴ سپتامبر ۱۹۹۷) خواننده، رقصنده، مدل (شخص)، و بازیگر اهل ژاپن است.